# Szistdesiatnyky

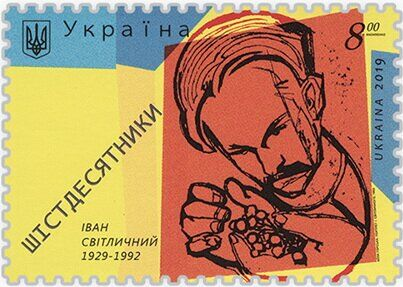
Ukraiński znaczek upamiętniający Iwana Switłycznego

Szistdesiatnyky (ukr. Шістдеся́тники) – nieoficjalne określenie grupy ukraińskiej inteligencji twórczej, która w 1956 roku stworzyła nieformalny ruch na rzecz odrodzenia języka i kultury ukraińskiej, obrony przed rusyfikacją, przywrócenia przemilczanego dorobku literackiego rodzimych klasyków i przedstawicieli tzw. „rozstrzelanego odrodzenia” z lat dwudziestych.
Grupa stworzyła podwaliny niezależnego ruchu wydawniczego, organizowali półoficjalne instytucje kulturalne, sprzeciwiali się reżimowi w kwestiach narodowych i w sferze praw człowieka. Nazwa ruchu pochodzi od lat 60. XX wieku, w których najbardziej się rozwinął.
Pierwszymi rzecznikami ruchu byli Lina Kostenko i Wasyl Symonenko. Dołączyli do nich: Iwan Dracz, Mykoła Winhranowski, H. Kyryczenko, Wasyl Hołoborod'ko, Ihor Kałyneć, Lubow Panczenko, B. Mamajsur, Wałerij Szewczuk, Hryhorij Tiutiunnyk, Wołodymyr Drozd, Jewhen Hucało, J. Stupak, Iwan Dziuba, Iwan Switłycznyj, Jewhen Swerstiuk, I. Bojczak, Wiaczesław Czornowił, Mychajło Horyń, Wałentyn Moroz, Hryhorij Koczur, Ałła Horska, Łeś Taniuk, Witalij Korotycz, Wasyl Stus, W. Marczenko, Jurij Muszkietyk, Mykoła Rudenko, Opanas Załywacha.